# Судья всесоюзной категории по шахматной композиции
Судья всесоюзной категории по шахматной композиции — почётное звание, присваиваемое пожизненно Госкомспортом СССР (с 1957) для судей соревнований по составлению задач и этюдов. На 1 января 1988 года звания Судьи всесоюзной категории удостоены 35 советских шахматных композиторов: 
| Год  | |
| ---- | --- |
| 1957 | В. Брон, Г. Каспарян, В. Корольков                                                                   |
| 1958 | Т. Горгиев, А. Гурвич, Л. Загоруйко, А. Казанцев, А. Копнин, Р. Кофман, Б. Сахаров, Е. Умнов, В. Шиф |
| 1959 | В. Гебельт                                                                                           |
| 1963 | А. Орешин, A. Студенецкий                                                                            |
| 1966 | Э. Лившиц, B. Руденко                                                                                |
| 1967 | А. Попандопуло                                                                                       |
| 1968 | А. Козлов                                                                                            |
| 1969 | Ю. Вахлаков                                                                                          |
| 1970 | Ф. Бондаренко                                                                                        |
| 1971 | Ан. Кузнецов                                                                                         |
| 1972 | Д. Петров                                                                                            |
| 1973 | С. Гродзенский                                                                                       |
| 1976 | Л. Кацнельсон, Г. Надареишвили, В. Неидзе, Ю. Фокин                                                  |
| 1977 | В. Ведерс                                                                                            |
| 1980 | В. Копаев, Э. Погосянц                                                                               |
| 1981 | Ю. Гордиан, А. Максимовских                                                                          |
| 1982 | В. Мельниченко                                                                                       |
| 1983 | Ю. Сушков                                                                                            |